# Diocesi di Penang
La diocesi di Penang (in latino Dioecesis Pinangensis) è una sede della Chiesa cattolica in Malaysia suffraganea dell'arcidiocesi di Kuala Lumpur. Nel 2021 contava 61.450 battezzati su 7.242.800 abitanti. È retta dal vescovo cardinale Sebastian Francis.

## Territorio
La diocesi comprende cinque stati della Malaysia continentale: Perlis, Kedah, Penang, Perak e Kelantan.
Sede vescovile è la città di George Town, dove si trova la cattedrale dello Spirito Santo. Nella stessa città si erge l'ex cattedrale dell'Assunzione di Maria Vergine. A Bukit Mertajam sorge la basilica minore di Sant'Anna.
Il territorio è suddiviso in 29 parrocchie.

## Storia
La diocesi è stata eretta il 25 febbraio 1955 con la bolla Malacensis archidioecesis di papa Pio XII, ricavandone il territorio dall'arcidiocesi di Malacca (oggi arcidiocesi di Singapore).

## Cronotassi dei vescovi
Si omettono i periodi di sede vacante non superiori ai 2 anni o non storicamente accertati.
- Francis Chan † (25 febbraio 1955 - 20 dicembre 1967 deceduto)
- Gregory Yong Sooi Ngean † (9 aprile 1968 - 3 febbraio 1977 nominato arcivescovo di Singapore)
- Anthony Soter Fernandez † (29 settembre 1977 - 2 luglio 1983 nominato arcivescovo di Kuala Lumpur)
- Anthony Selvanayagam (2 luglio 1983 - 7 luglio 2012 ritirato)
- Sebastian Francis, dal 7 luglio 2012

## Statistiche
La diocesi nel 2021 su una popolazione di 7.242.800 persone contava 61.450 battezzati, corrispondenti allo 0,8% del totale.
| anno | popolazione | popolazione | popolazione | presbiteri | presbiteri | presbiteri | presbiteri                | diaconi | religiosi | religiosi | parrocchie |
| anno | battezzati  | totale      | %           | numero     | secolari   | regolari   | battezzati per presbitero | diaconi | uomini    | donne     | parrocchie |
| ---- | ----------- | ----------- | ----------- | ---------- | ---------- | ---------- | ------------------------- | ------- | --------- | --------- | ---------- |
| 1970 | 59.865      | 4.129.130   | 1,4         | 69         | 63         | 6          | 867                       |         | 110       | 175       |            |
| 1980 | 65.100      | 5.131.000   | 1,3         | 65         | 55         | 10         | 1.001                     |         | 53        | 161       | 31         |
| 1990 | 66.280      | 6.150.000   | 1,1         | 48         | 41         | 7          | 1.380                     |         | 37        | 143       | 31         |
| 1999 | 69.321      | 6.000.000   | 1,2         | 40         | 37         | 3          | 1.733                     |         | 17        | 106       | 28         |
| 2000 | 64.605      | 6.000.000   | 1,1         | 43         | 41         | 2          | 1.502                     |         | 16        | 93        | 28         |
| 2001 | 65.837      | 6.315.524   | 1,0         | 41         | 39         | 2          | 1.605                     |         | 9         | 90        | 28         |
| 2002 | 69.600      | 6.455.000   | 1,1         | 43         | 40         | 3          | 1.618                     |         | 9         | 96        | 28         |
| 2003 | 70.140      | 6.600.000   | 1,1         | 44         | 39         | 5          | 1.594                     |         | 13        | 106       | 28         |
| 2004 | 65.100      | 6.600.000   | 1,0         | 44         | 39         | 5          | 1.479                     |         | 12        | 97        | 28         |
| 2010 | 65.000      | 5.740.000   | 1,1         | 41         | 34         | 7          | 1.585                     |         | 16        | 82        | 28         |
| 2013 | 66.415      | 6.053.000   | 1,1         | 42         | 35         | 7          | 1.581                     |         | 11        | 82        | 28         |
| 2016 | 55.737      | 7.063.290   | 0,8         | 42         | 32         | 10         | 1.327                     | 1       | 14        | 83        | 29         |
| 2019 | 59.000      | 7.156.000   | 0,8         | 47         | 37         | 10         | 1.255                     | 3       | 15        | 68        | 29         |
| 2021 | 61.450      | 7.242.800   | 0,8         | 42         | 35         | 7          | 1.463                     | 5       | 15        | 66        | 29         |

## Galleria d'immagini

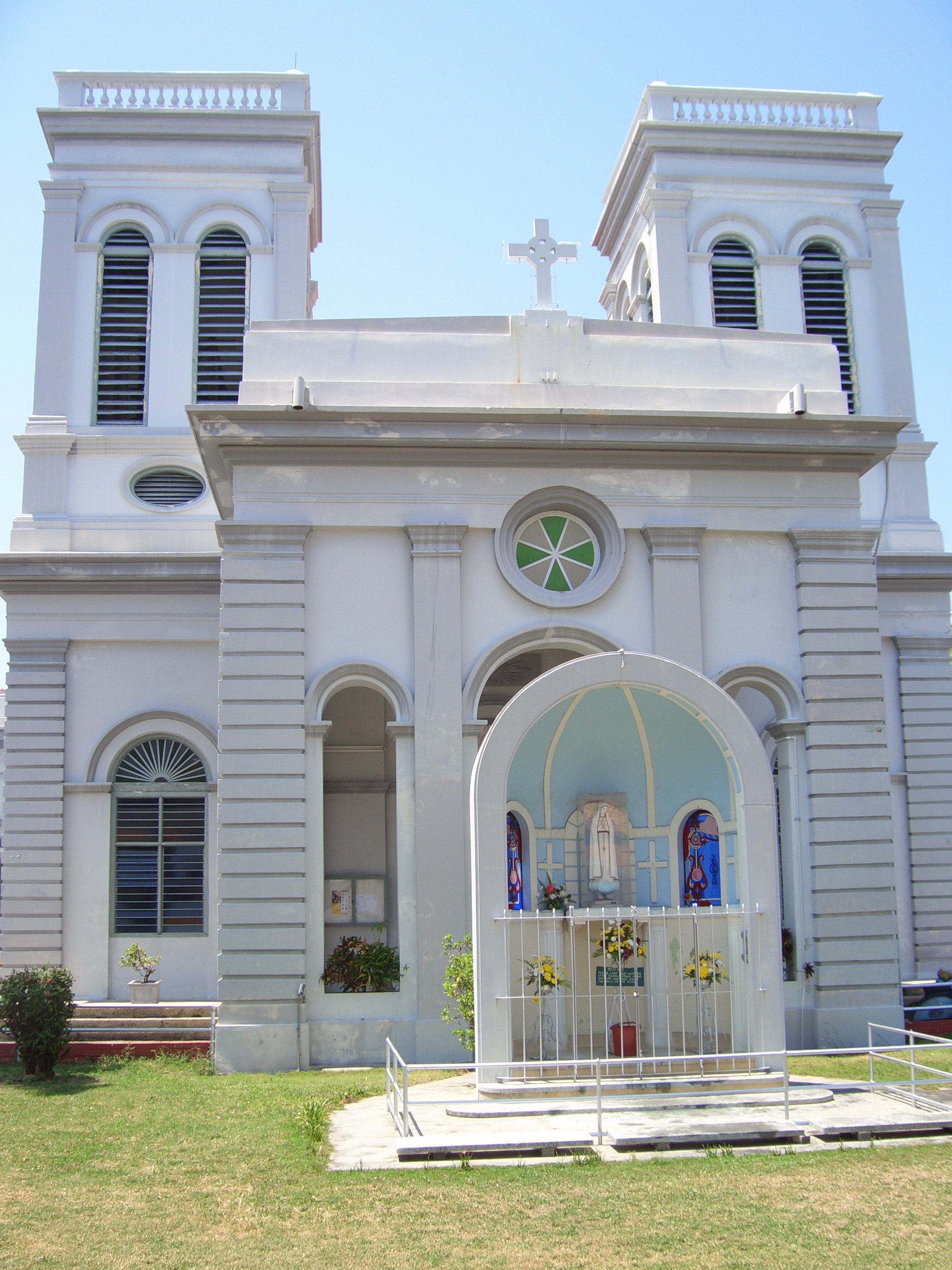
L'ex cattedrale, dedicata all'Assunzione di Maria Vergine, a George Town
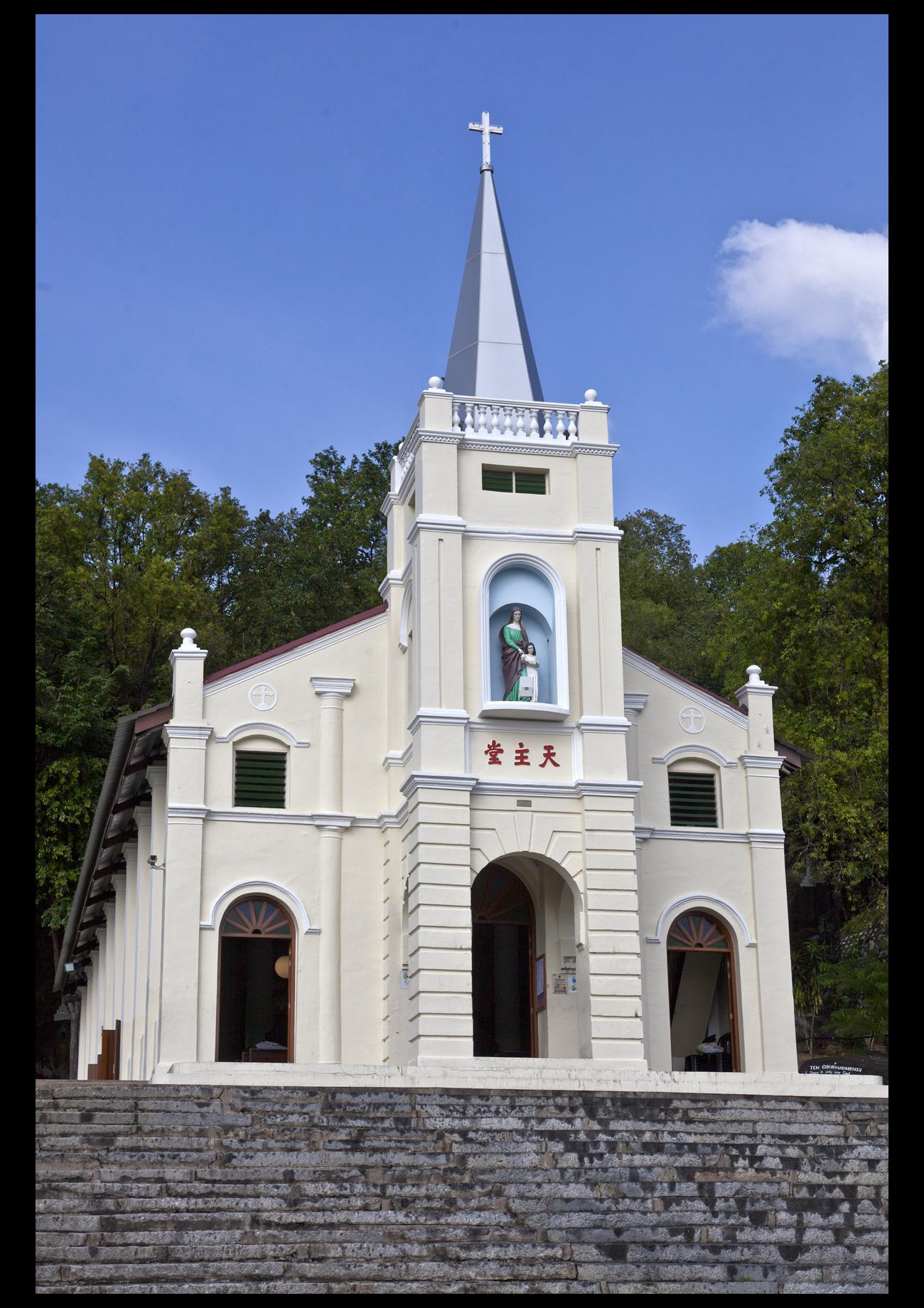
La basilica minore di Sant'Anna a Bukit Mertajam